# كريس بارك
كريس بارك (23 يوليو 1983 في المملكة المتحدة - )  (بالإنجليزية: Chris Park)‏ هو لاعب كريكت بريطاني. لعب مع Dorset County Cricket Club ‏.